# Proton-NMR
Proton-NMR (proton-nucleair-magnetische resonantie, H-1-Kernspinresonantie of waterstof-NMR) is een techniek die gebruikt wordt in de natuur- en scheikunde om de chemische samenstelling, en in de organische chemie vooral de structuur van een stof te bepalen.

## Principe
De kernen van waterstofatomen gedragen zich als kleine magneetjes. In een sterk magneetveld kunnen deze magneetjes met het veld mee, of juist tegen het veld in "staan". De magneetjes "tegen het veld in" zetten kost energie, deze energie komt weer vrij als ze weer "met het veld mee" gaan staan. Het energieverschil tussen de twee toestanden komt overeen met de energie in radiostraling van ongeveer 100 MHz. Door radiostraling met de juiste frequentie (of golflengte) in het monster te sturen, kunnen conclusies over de structuur van de stof getrokken worden.

## Plaats in het absorptiespectrum
De frequentie, of golflengte, waarbij de waterstofkernen van energie absorberen om van de ene magnetische toestand naar de andere te gaan is, in tegenstelling tot de absorptie van zichtbaar licht door stoffen, niet aan een vaste frequentie gekoppeld. De frequentie is afhankelijk van het gebruikte magneetveld. Hoe sterker dit veld, hoe meer moeite het kost om de waterstofmagneetjes in "de andere stand" te zetten. Het gevolg is dat bij een sterkere magneet ook een hogere frequentie van de gebruikte radiostraling hoort. Omdat het gebruik van frequenties voor de meeste mensen meer voor de hand ligt dan het gebruik van de eenheid waarmee de magnetische fluxdichtheid (of magnetische veldsterkte) wordt aangeduid, wordt de sterkte van een NMR-magneet vaak aangegeven in de frequentie die nodig is om de waterstofatomen in tetramethylsilaan (TMS) in de andere magnetische stand te zetten. De eerste NMR-apparatuur maakte gebruik van 40 MHz. Met het voortschrijden van de techniek is het standaard NMR-apparaat voor research-doeleinden via 60 en 100 MHz uitgegroeid tot 900 MHz.

## Chemische verschuiving
Als de plaats van de absorptie alleen afhankelijk was van de sterkte van het gebruikte magneetveld, dan zou NMR slechts geschikt zijn om vast te stellen dat er waterstof aanwezig is in de stof. Het blijkt dat elektronen het gebruikte magneetveld verlagen. De lading rond een waterstofatoom is afhankelijk van zijn chemische omgeving. Dit heeft geleid tot de naam "chemische verschuiving" voor dit effect. Daarbij is belangrijk dat:
- Hoe meer elektronen, hoe groter de verlaging van het magneetveld, en omgekeerd bij minder elektronen "ziet" het waterstofatoom een groter magneetveld. Hierbij moet niet zozeer gedacht worden aan het pure aantal elektronen. De tijd die een elektron "in de buurt" doorbrengt is daarbij belangrijker. In de tabel hiernaast is voor de verschillende methoxymethanen het signaal van een waterstofatoom aan het centrale koolstofatoom vermeld. Naarmate het aantal zuurstofatomen toeneemt, en daarmee dus de hoeveelheid elektronen rond het centrale waterstofatoom minder wordt, zien we de chemische verschuiving groter worden.
- de verlaging een bepaald gedeelte is van het gebruikte magneetveld. Uitgedrukt in frequentie-eenheden: als bij een 60 MHz-NMR de verlaging tot gevolg heeft dat de absorptie 60 Hz opschuift, dan zal dit bij een 100 MHz-NMR 100 Hz zijn en bij een 600 MHz wordt een verlaging van 600 Hz aangetroffen.

In een molecuul is de exacte hoeveelheid elektronen rond een bepaald waterstofatoom een vast gegeven; verschillende waterstofatomen in een molecuul kunnen echter verschillende hoeveelheden elektronen "zien". Verschillende soorten waterstofatomen in een molecuul zullen dus bij verschillende frequenties straling absorberen. Zoals in het voorbeeld is aangegeven bedraagt de spreiding in frequentie ongeveer het een miljoenste deel van de basisfrequentie. De spreiding wordt daarom aangegeven in delen per miljoen, ppm (uit het Engels: parts per milion). De exacte frequentie waarbij tetramethylsilaan absorbeert wordt daarbij als nulpunt voor de schaal gekozen.

### Voorbeeld: ethanol

Structuurformule van ethanol

In ethanol komen drie soorten waterstofatomen voor:
- het waterstofatoom rechtstreeks gebonden aan zuurstof, in de figuur rood aangegeven.
- de twee waterstofatomen aan het koolstofatoom waaraan de hydroxylgroep vast zit, in de figuur groen aangegeven.
- de drie waterstofatomen aan het koolstofatoom zonder hydroxylgroep, in de figuur blauw aangegeven.

Het NMR-spectrum van ethanol zal dus drie signalen vertonen: voor elk van de drie soorten waterstofatomen een. Het waterstofatoom aan zuurstof heeft de minste elektronen om zich heen, de waterstofatomen in de methylgroep de meeste. De waterstofatomen aan het koolstofatoom met de methyl-groep merken het elektronenzuigend effect van zuurstof op "hun" koolstofatoom: ze "zien" iets minder elektronen dan de waterstofatomen in de methyl-groep. De signalen liggen ongeveer bij 1,0, 4,0 en 4,5 ten opzichte van TMS. De sterkte van de signalen komt overeen met het aantal waterstofatomen dat verantwoordelijk is voor het signaal, dus in de genoemde volgorde: 3:2:1.

## Multipliciteit

Spectrum 1: ^{1}H-NMR-spectrum van ethanol (koppelingen wel, tweede orde effect niet aangegeven)

De aanwezigheid van meerdere waterstofatomen in één molecuul heeft tot gevolg dat het magneetveld dat een waterstof "ziet" afhankelijk is van hoe buurwaterstofatomen ten opzichte van het magneetveld staan. Er wordt gezegd: De waterstofatomen koppelen met elkaar. Belangrijk daarbij is dat:
- Hoe verder de waterstofatomen van elkaar verwijderd zijn in het molecuul, hoe kleiner het effect. Meestal is het effect alleen te zien tussen waterstofatomen op koolstofatomen naast elkaar.
- In een molecuul met weinig of geen bewegingsvrijheid, bijvoorbeeld de aromatische ring, is het effect meestal wel over een grotere afstand te zien.
- Waterstofatomen die in het molecuul identiek zijn merken niets van elkaar. Op het moment dat het magneetveld en de radiostraling bij elkaar passen voor een van deze waterstofatomen, is het andere atoom ook net bezig anders in het magneetveld te gaan staan.
- Een waterstofatoom moet steeds beschikbaar zijn. Dat wil zeggen dat waterstofatomen die in waterstofbruggen optreden meestal te snel vervangen worden om een zichtbaar effect te geven op de andere waterstofatomen in het molecuul.

In het eerder gegeven voorbeeld van ethanol betekent dit dat
- Het rode waterstofatoom geen echte buren heeft en als één signaal in het spectrum optreedt.
- De groene waterstofatomen geen effect merken van het rode, maar wel van de drie blauwe waterstofatomen.
- De drie blauwe waterstofatomen merken een effect van de twee groene waterstofatomen.

Omdat een waterstofatoom het magneetveld van het NMR-apparaat wat groter of wat kleiner kan maken heeft de aanwezigheid van een groen waterstofatoom in de buurt tot gevolg dat de blauwe waterstofatomen met drie verschillende mogelijkheden voor het magneetveld geconfronteerd worden:
- Beide groene waterstofatomen maken het magneetveld van het apparaat iets groter.
- Het ene groene waterstofatoom maakt het magneetveld iets groter, het andere juist iets kleiner. De twee waterstofatomen zitten beiden evenver van de blauwe waterstofatomen vandaan, het effect van beide atomen is dus even groot, maar tegengesteld. Netto "zien" de blauwe waterstofatomen dus het magneetveld van het NMR-apparaat.
- Beide groene waterstofatomen maken het magneetveld van het apparaat iets kleiner.

Er zijn dus drie verschillende veldsterkten voor de blauwe waterstofatomen. In de figuur is te zien dat de middelste waarde twee keer zo groot is als de twee andere waarden. Deze mogelijkheid ontstaat als een van de groene waterstofatomen het magneetveld groter maakt en één kleiner met als netto-effect: de standaardwaarde. De kans dat dit optreedt is twee keer zo groot als een van de twee andere kansen. Het effect van de blauwe waterstofatomen op de groene werkt precies zo, alleen de drie blauwe waterstofatomen hebben in totaal vier mogelijkheden voor het totale effect op de groene. Ook nu blijkt dat de middelste waarden vaker voorkomen dan de meer naar buiten liggende waarden. Verder doorrekenen leidt tot de conclusie dat het ontstane patroon beschreven kan worden met de driehoek van pascal.

### Gelijk koppelende protonen
Het stijgende aantal buuratomen leidt tot een in steeds meer lijnen uiteenvallen van een bepaald signaal. In de figuur hiernaast is het effect te zien van een stijgend aantal buren. Elke nieuwe buur heeft tot gevolg dat het signaal een lijn meer krijgt. Opvallend daarbij is dat voor n=8, waarbij dus negen lijnen verwacht worden, de twee buitenste lijnen vrijwel alleen herkenbaar zijn, doordat de andere lijnen en het verwachte aantal op die plaatsen een signaal voorspellen.

### Ongelijk koppelende protonen
In het vorige voorbeeld was het effect van elk koppelend waterstofatoom op het magneetveld dat "gezien" wordt even groot. Er kan daarbij gedacht worden aan bijvoorbeeld het effect van de waterstofatomen in de methylgroepen op het waterstofatoom aan de middelste koolstof in 2-propanol. Als het om verschillende waterstofatomen gaat, is het eerder regel dan uitzondering dat de koppelingen niet gelijk zullen zijn. Dit leidt tot complexe multipletten, zoals de voorbeelden hiernaast laten zien.

## Tweede-orde-effecten
De driehoek van Pascal voorspelt een volledig symmetrische verdeling van de intensiteit van de pieken. De illustraties van de multipletten, echte, niet berekende spectra, laat zien dat de signalen soms een beetje scheef zijn. Vooral in de complexere multipletten is te zien dat de rechter signalen vaak wat groter zijn dan de linker signalen. Dit verschijnsel wordt als "tweede orde effect" beschreven en heeft tot gevolg dat:
- De signalen aan de kant van een multiplet waar zich het signaal van de koppelende protonen bevindt zijn wat groter.
- Het effect heeft ook tot gevolg dat de positie van de koppelende signalen iets uit elkaar schuift. Dit is echter pas echt opvallende als de twee signalen echt dicht bij elkaar liggen.
- Het effect is afhankelijk van het verschil in hertz tussen de koppelende signalen, het wordt niet bepaald door het verschil in ppm.
- Door de toenemende sterkte van de gebruikte magneetvelden, en daardoor een stijging van het verschil in hertz tussen koppelende signalen, is het effect in moderne NMR-apparaten veel kleiner dan in de begindagen van de NMR.

## Aromaticiteit
In het kader van het onderzoek naar (mogelijk) aromatische verbindingen speelt waterstof-NMR een duidelijke rol. Dit is het gevolg van de eigenschap dat in een magneetveld de aromatische ring zelf een veld opbouwt dat binnen de ring tegengesteld is aan het uitwendige veld. Buiten de ring heeft dit tot gevolg dat het door waterstofatomen aan de benzeenring "gevoelde" magneetveld (de veldlijnen van de aromaat-magneet lopen buiten de ring hetzelfde als het uitwendige veld) groter is dan dat voor andere waterstofatomen. De aromatische waterstofatomen geven een signaal bij laag veld, of hoge ppm-waarden.
|                                               |
| [18]annuleen met twee groepen waterstofatomen |

Voor waterstofatomen die zich vlak boven, of zelfs in (zoals bij [18]anuleen), de ring bevinden geldt juist dat ze een kleiner veld zien: hun signaal komt vaak aan de andere kant van TMS uit, bij negatieve ppm-waarden. Vooral dit laatste effect is een belangrijk bewijs voor een geslaagde synthese van meta- en paracyclofanen of een verbinding als [18]-annuleen

## Geschiedenis
Door de grote gevoeligheid van het waterstofatoom in een uitwendig magneetveld en het feit dat vrijwel alle waterstof als 1H voorkomt, is deze atoomkern als eerste in de NMR-spectroscopie onderzocht. Daarbij deden zich een aantal problemen voor die achtereenvolgens zijn opgelost.

### Magneet

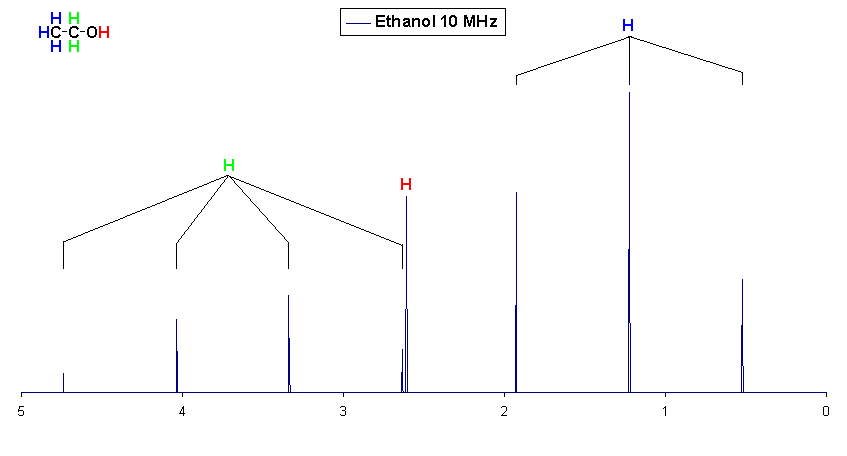
Spectrum 2: Ideaal 10 MHz-spectrum. Tweede orde-effect goed te zien, de koppeling leidt tot het in elkaar schuiven van met name de rechter piek van het kwartet en de OH-piek

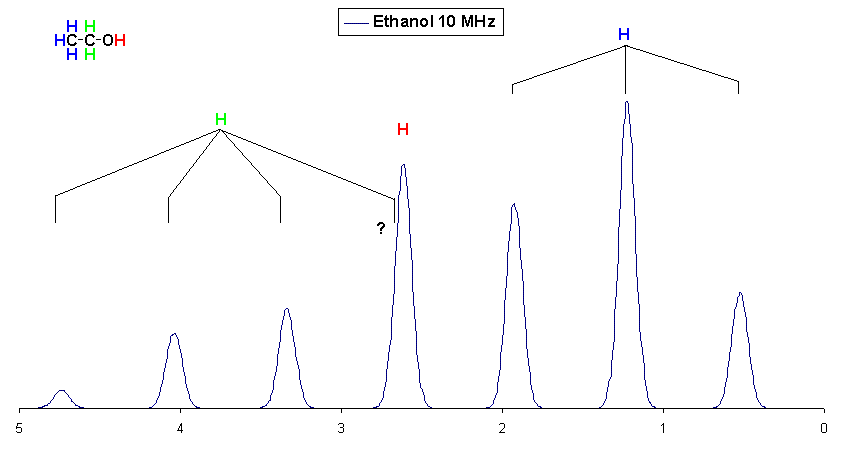
Spectrum 3: 10 MHz-spectrum. Door niet ideale filters van het radiosignaal worden de signalen breder en is niet meer echt te zien welk signaal waarvandaan komt

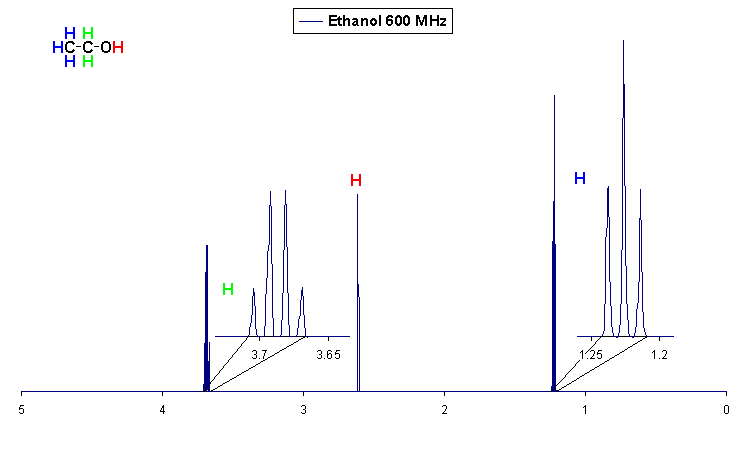
Spectrum 4: 600 MHz-spectrum. Omdat de koppelingen in Hz absoluut zijn, is het alleen nog bij vergroting mogelijk de patronen te herkennen. Het tweede-orde-effect door de grotere afstand in hertz tussen de signalen in de vergrotingen nog net herkenbaar.

- Voor een goed signaal is het noodzakelijk dat alle waterstofatomen in het te meten monster hetzelfde uitwendige magneetveld "zien". Vaste magneten hebben slechts een beperkte sterkte, die bovendien moeilijk in een groter gebied homogeen te krijgen is. De overstap naar elektromagneten loste het probleem van de inhomogeniteit én (in principe) de sterkte op.
- De overstap naar elektromagneten maakte het mogelijk de grootte van het magneetveld iets te variëren bij een vaste radiofrequentie. Lange tijd was dat dé manier om een spectrum op te nemen. Dit is ook de achtergrond van de op zich genomen vreemde manier van spectra noteren: de ppm-waarden (gebaseerd op een frequentieschaal) lopen van links naar rechts af. Lang werd in het spraakgebruik nog verwezen naar "resonantie bij lager veld", wat overeenkomt met "hogere ppm-waarde".
- De sterkte van het magneetveld moet zo groot mogelijk zijn. In de bijgaande figuren is het effect te zien van een relatief zwak magneetveld in combinatie met een ook nog niet optimale filtertechniek (Spectrum 3) met het berekende spectrum voor een NMR-apparaat met 10 MHz als frequentie voor TMS.
In Spectrum 2 is duidelijk het tweede orde effect te zien door kleine afstand in hertz tussen de twee koppelende signalen (de blauwe en groene waterstofatomen), de sterkte van het linker signaal van het triplet (blauwe waterstofatomen) is veel groter dan het rechter signaal, voor het kwartet geldt het omgekeerde.
In Spectrum 3 is een reëler spectrum weergegeven. Door minder scherpe filtering was, zeker in de beginperiode van de NMR, het niet mogelijk slechts één frequentie radiostraling naar het monster te sturen. Daardoor waren sommige signalen niet apart te zien: de rechter piek van het groene kwartet en het signaal van de OH-groep schuiven geheel in elkaar. De interpretatie van het spectrum wordt daardoor heel moeilijk.
- In de loop van de jaren 60 van de 20e eeuw werden steeds sterker elektromagneten ingebouwd in NMR-apparatuur, waardoor de basisfrequentie via 40 en 60 MHz op 100 MHz terechtkwam. Bij deze veldsterkte werden de grenzen van de klassieke elektromagneet zichtbaar: Het steeds sterkere magneetveld moest met steeds grotere stroomsterkten worden opgewekt. De grotere stroomsterkte op zijn beurt zorgde voor steeds meer warmte-ontwikkeling in de magneetspoelen (W = I2 * R). De installatie van een NMR-apparaat vroeg daarmee om een stabiele stroomvoorziening én een stabiele koelwatervoorziening. De ontdekking van supergeleiding en het technisch beschikbaar komen van vloeibaar helium maakte vervolgens de weg vrij voor NMR-apparatuur met een basisfrequentie van 600 MHz.
In Spectrum 4 is een 600 MHz-spectrum voor ethanol weergegeven. Door de vaste waarde in Hz van de koppeling is de multipliciteit in de signalen alleen nog in de vergroting te zien.

### Radiosignaal
- Het opnemen van het spectrum bestond in eerste instantie uit het langzaam verhogen (of verlagen) van de radiofrequentie waarmee het monster bestraald werd. Een vermindering van de doorgelaten straling betekende een signaal. Een eerste stap was de detector niet in de lijn van de radiostraal te zetten maar juist 90° ernaast. Immers, de opgenomen straling wordt op een zeker moment ook weer uitgezonden, en dat gebeurt naar alle kanten. Onder een hoek van 90° meet je geen ingestuurde straling, alleen uitgezonden straling. In plaats van "minder straling" is signaal, betekent "straling" nu signaal.
- Een algemeen nadeel van beide meetmethoden vormt de ruis: kleine, niet reproduceerbare, willekeurige signalen.
- Een tweede probleem, ook al aangegeven bij Spectrum 3 vormt de bandbreedte van de gebruikte radiostraling. Om scherpe signalen te krijgen moet de bandbreedte eigenlijk 0 zijn, maar dat is niet mogelijk. Een bandbreedte van 2 Hz wil zeggen dat als de zender aangeeft dat de uitgezonden frequentie 40.000.060 Hz is (veertig miljoen en zestig, 1,5 ppm naast het nulpunt in een 40 MHz NMR-apparaat[4]) er ook straling aanwezig is met een frequentie van 40.000.058 én 40.000.062 Hz. Waterstofatomen die bij die frequenties signaal geven, zullen dus ook gemeten worden bij 40.000.060 Hz.
- Hoewel in de loop van de tijd de bandbreedte, zeker relatief, steeds kleiner werd, en ook de afscherming tegen ruis verbeterde, ontstond een echt nieuwe situatie met de opkomst van de micro-elektronica en de computer.

### Meettechniek
- Tot halverwege de jaren 70 van de 20e eeuw bestond het opnemen van een NMR-spectrum uit het afstemmen van de radiostraling op het signaal van TMS, waarna bij de start van opname de frequentie snel 10 tot 12 ppm opgeschoven werd om vervolgens langzaam naar de TMS-waarde toe te gaan. Ondertussen werd het signaal op een vel papier uitgeschreven.
- De toepassing van de computer maakte het mogelijk een FID (uit het Engels: Free Induction Decay - Vrij Inductie Verval) met behulp van een Fouriertransformatie te vertalen naar een spectrum zoals deze in bijgaande plaatjes getoond wordt: in plaats van de verschillende waterstof-posities na elkaar langs te lopen en te kijken of er misschien signaal is, wordt bij deze techniek een korte zeer sterke radiopuls met alle mogelijke frequenties het monster ingestuurd. Alle waterstofatomen zullen energie opnemen. Een deel van de opgenomen energie wordt na verloop van tijd weer uitgezonden. Omdat alle waterstofatomen tegelijkertijd zijn aangeslagen zal ook de uitgezonden straling van alle waterstofatomen tegelijk afkomstig zijn. Met behulp van de genoemde Fourier-techniek is het mogelijk de uitgezonden straling te herleiden tot de samenstellende frequenties. Een aantal voordelen dient zich aan:
  - Het spectrum moet voor de fourieranalyse toch al digitaal opgeslagen worden en ook het resulterende spectrum bestaat in eerste instantie slechts digitaal. Verdere opslag (en verspreiding) van de spectra wordt daardoor eenvoudiger.
  - Omdat alleen naar de weer uitgezonden straling gekeken wordt is de bandbreedte van de zender niet meer belangrijk.
  - Opgeslagen spectra kunnen voor de fourieranalyse bij elkaar opgeteld worden. Het probleem van ruis, wat ook bij FID-spectra optreedt, kan nu ondervangen worden door een meting een aantal keren te herhalen. De FID-signalen worden eerst bij elkaar opgeteld. Omdat de meetsignalen wel en de ruis niet reproduceerbaar is, zal de bijdrage van de ruis op den duur wegmiddelen. Dat laatste gaat echter via de wortel van het aantal metingen: om de signaal-ruisverhouding een factor twee te verbeteren, moeten vier keer zoveel metingen FID's opgenomen worden.

## Presentatie
- De presentatie van de spectra is lange tijd vergelijkbaar geweest met de figuren die op deze pagina gebruikt zijn. De relatie tussen molecuulstructuur en spectrum is eenduidig en met enige oefening ook voor een beginnend student te volgen.
- Met de introductie van de computer werden nieuwe presentatietechnieken mogelijk:
  - Twee dimensionale spectra: Het spectrum wordt als een soort landschap met hoogtelijnen weergegeven. Zowel langs de x- als langs de y-as staat het spectrum vergelijkbaar zoals ze hier zijn weergegeven. Het veld van het spectrum laat zien welke waterstofatomen met elkaar koppelen.
  - De aanwezigheid van andere magnetisch actieve atoomkernen in combinatie met waterstof kan twee dimensionaal worden weergegeven. Met name 13C is dan in de organische chemie belangrijk.